# National Hockey League 1986/1987
National Hockey League 1986/1987 var den 70:e säsongen av NHL. Efter att 21 lag spelat 80 matcher i grundserien vann Edmonton Oilers Stanley Cup för tredje gången efter att ha besegrat Philadelphia Flyers med 4-3 i matcher i finalen. Edmonton vann även grundserien före just Philadelphia. Dessutom infördes att även åttondelsfinalerna avgjordes i bäst av 7 matcher. Slutspelet började den 8 april 1987.
Wayne Gretzky vann poängligen på 183 poäng, 62 mål och 121 assist. Det var tredje gången som Gretzky vann poängligan och hade fler assist än vad tvåan hade poäng totalt under grundserien.
Några kända debutanter:
- Joe Nieuwendyk, Calgary Flames
- Luc Robitaille, Los Angeles Kings
- Steve Duchesne, Los Angeles Kings
- Ron Hextall, Philadelphia Flyers
- Vincent Damphousse, Toronto Maple Leafs
- Fredrik Olausson, Winnipeg Jets

Bland dem som gjorde sin sista säsong märks New York Islanders-lagenden Mike Bossy och svenske Thomas Gradin, Boston Bruins.

## Grundserien 1986/1987

### Prince of Wales Conference
| Adams Division     | GP | V  | O  | F  | GM  | IM  | Pts |
| ------------------ | -- | -- | -- | -- | --- | --- | --- |
| Hartford Whalers   | 80 | 43 | 7  | 30 | 287 | 270 | 93  |
| Montreal Canadiens | 80 | 41 | 10 | 29 | 277 | 241 | 92  |
| Boston Bruins      | 80 | 39 | 7  | 34 | 301 | 276 | 85  |
| Quebec Nordiques   | 80 | 31 | 10 | 39 | 267 | 276 | 72  |
| Buffalo Sabres     | 80 | 28 | 8  | 44 | 280 | 308 | 64  |

| Patrick Division    | GP | V  | O  | F  | GM  | IM  | Pts |
| ------------------- | -- | -- | -- | -- | --- | --- | --- |
| Philadelphia Flyers | 80 | 46 | 8  | 26 | 310 | 245 | 100 |
| Washington Capitals | 80 | 38 | 10 | 32 | 285 | 278 | 86  |
| New York Islanders  | 80 | 35 | 12 | 33 | 279 | 281 | 82  |
| New York Rangers    | 80 | 34 | 8  | 38 | 307 | 323 | 76  |
| Pittsburgh Penguins | 80 | 30 | 12 | 38 | 297 | 290 | 72  |
| New Jersey Devils   | 80 | 29 | 6  | 45 | 293 | 368 | 64  |

### Clarence Campbell Conference
| Norris Division       | GP | V  | O  | F  | GM  | IM  | Pts |
| --------------------- | -- | -- | -- | -- | --- | --- | --- |
| St. Louis Blues       | 80 | 32 | 15 | 33 | 281 | 293 | 79  |
| Detroit Red Wings     | 80 | 34 | 10 | 36 | 260 | 274 | 78  |
| Chicago Black Hawks   | 80 | 29 | 14 | 37 | 290 | 310 | 72  |
| Toronto Maple Leafs   | 80 | 32 | 6  | 42 | 286 | 319 | 70  |
| Minnesota North Stars | 80 | 30 | 10 | 40 | 296 | 314 | 70  |

| Smythe Division   | GP | V  | O | F  | GM  | IM  | Pts |
| ----------------- | -- | -- | - | -- | --- | --- | --- |
| Edmonton Oilers   | 80 | 50 | 6 | 24 | 372 | 284 | 106 |
| Calgary Flames    | 80 | 46 | 3 | 31 | 318 | 289 | 95  |
| Winnipeg Jets     | 80 | 40 | 8 | 32 | 279 | 271 | 88  |
| Los Angeles Kings | 80 | 31 | 8 | 41 | 318 | 341 | 70  |
| Vancouver Canucks | 80 | 29 | 8 | 43 | 282 | 314 | 66  |

## Poängligan i grundserien 1986/1987
Not: SM = Spelade matcher, M = Mål, A = Assist, Pts = Poäng
| Spelare         | Lag                   | SM | M  | A   | Pts |
| --------------- | --------------------- | -- | -- | --- | --- |
| Wayne Gretzky   | Edmonton Oilers       | 79 | 62 | 121 | 183 |
| Jari Kurri      | Edmonton Oilers       | 79 | 54 | 54  | 108 |
| Mario Lemieux   | Pittsburgh Penguins   | 63 | 54 | 53  | 107 |
| Mark Messier    | Edmonton Oilers       | 77 | 37 | 70  | 107 |
| Doug Gilmour    | St. Louis Blues       | 80 | 42 | 63  | 105 |
| Dino Ciccarelli | Minnesota North Stars | 80 | 52 | 51  | 103 |
| Dale Hawerchuk  | Winnipeg Jets         | 80 | 47 | 53  | 100 |
| Michel Goulet   | Quebec Nordiques      | 75 | 49 | 47  | 96  |
| Tim Kerr        | Philadelphia Flyers   | 75 | 58 | 37  | 95  |
| Raymond Bourque | Boston Bruins         | 78 | 23 | 72  | 95  |

## Slutspelet
16 lag gör upp om Stanley Cup. Samtliga matchserier avgörs i bäst av sju matcher.
|  | Åttondelsfinaler    | Åttondelsfinaler    |                     |   | Kvartsfinaler | Kvartsfinaler |  |  | Semifinaler | Semifinaler |  |  | Final | Final |
|  |                     |                     |                     |   |               |               |  |  |             |             |  |  |       |       |
|  |                     |                     |                     |   |               |               |  |  |             |             |  |  |       |       |
|  |                     |                     |                     |   |               |               |  |  |             |             |  |  |       |       |
|  | Hartford Whalers    | 2                   |                     |   |               |               |  |  |             |             |  |  |       |       |
|  | Hartford Whalers    | 2                   |                     |   |               |               |  |  |             |             |  |  |       |       |
|  | Quebec Nordiques    | 4                   |                     |   |               |               |  |  |             |             |  |  |       |       |
|  | Quebec Nordiques    | 4                   | Quebec Nordiques    | 3 |               |               |  |  |             |             |  |  |       |       |
|  |                     |                     | Quebec Nordiques    | 3 |               |               |  |  |             |             |  |  |       |       |
|  |                     | Montreal Canadiens  | 4                   |   |               |               |  |  |             |             |  |  |       |       |
|  | Montreal Canadiens  | Montreal Canadiens  | 4                   | 4 |               |               |  |  |             |             |  |  |       |       |
|  | Montreal Canadiens  |                     |                     | 4 |               |               |  |  |             |             |  |  |       |       |
|  | Boston Bruins       | 0                   |                     |   |               |               |  |  |             |             |  |  |       |       |
|  | Boston Bruins       | 0                   | Montreal Canadiens  | 2 |               |               |  |  |             |             |  |  |       |       |
|  |                     |                     | Montreal Canadiens  | 2 |               |               |  |  |             |             |  |  |       |       |
|  |                     | Philadelphia Flyers | 4                   |   |               |               |  |  |             |             |  |  |       |       |
|  | Philadelphia Flyers | Philadelphia Flyers | 4                   | 4 |               |               |  |  |             |             |  |  |       |       |
|  | Philadelphia Flyers |                     |                     | 4 |               |               |  |  |             |             |  |  |       |       |
|  | New York Rangers    | 2                   |                     |   |               |               |  |  |             |             |  |  |       |       |
|  | New York Rangers    | 2                   | Philadelphia Flyers | 4 |               |               |  |  |             |             |  |  |       |       |
|  |                     |                     | Philadelphia Flyers | 4 |               |               |  |  |             |             |  |  |       |       |
|  |                     | New York Islanders  | 3                   |   |               |               |  |  |             |             |  |  |       |       |
|  | Washington Capitals | New York Islanders  | 3                   | 3 |               |               |  |  |             |             |  |  |       |       |
|  | Washington Capitals |                     |                     | 3 |               |               |  |  |             |             |  |  |       |       |
|  | New York Islanders  | 4                   |                     |   |               |               |  |  |             |             |  |  |       |       |
|  | New York Islanders  | 4                   | Philadelphia Flyers | 3 |               |               |  |  |             |             |  |  |       |       |
|  |                     |                     | Philadelphia Flyers | 3 |               |               |  |  |             |             |  |  |       |       |
|  |                     | Edmonton Oilers     | 4                   |   |               |               |  |  |             |             |  |  |       |       |
|  | St. Louis Blues     | Edmonton Oilers     | 4                   | 2 |               |               |  |  |             |             |  |  |       |       |
|  | St. Louis Blues     |                     |                     | 2 |               |               |  |  |             |             |  |  |       |       |
|  | Toronto Maple Leafs | 4                   |                     |   |               |               |  |  |             |             |  |  |       |       |
|  | Toronto Maple Leafs | 4                   | Toronto Maple Leafs | 3 |               |               |  |  |             |             |  |  |       |       |
|  |                     |                     | Toronto Maple Leafs | 3 |               |               |  |  |             |             |  |  |       |       |
|  |                     | Detroit Red Wings   | 4                   |   |               |               |  |  |             |             |  |  |       |       |
|  | Detroit Red Wings   | Detroit Red Wings   | 4                   | 4 |               |               |  |  |             |             |  |  |       |       |
|  | Detroit Red Wings   |                     |                     | 4 |               |               |  |  |             |             |  |  |       |       |
|  | Chicago Black Hawks | 0                   |                     |   |               |               |  |  |             |             |  |  |       |       |
|  | Chicago Black Hawks | 0                   | Detroit Red Wings   | 1 |               |               |  |  |             |             |  |  |       |       |
|  |                     |                     | Detroit Red Wings   | 1 |               |               |  |  |             |             |  |  |       |       |
|  |                     | Edmonton Oilers     | 4                   |   |               |               |  |  |             |             |  |  |       |       |
|  | Edmonton Oilers     | Edmonton Oilers     | 4                   | 4 |               |               |  |  |             |             |  |  |       |       |
|  | Edmonton Oilers     |                     |                     | 4 |               |               |  |  |             |             |  |  |       |       |
|  | Los Angeles Kings   | 1                   |                     |   |               |               |  |  |             |             |  |  |       |       |
|  | Los Angeles Kings   | 1                   | Edmonton Oilers     | 4 |               |               |  |  |             |             |  |  |       |       |
|  |                     |                     | Edmonton Oilers     | 4 |               |               |  |  |             |             |  |  |       |       |
|  |                     | Winnipeg Jets       | 0                   |   |               |               |  |  |             |             |  |  |       |       |
|  | Calgary Flames      | Winnipeg Jets       | 0                   | 2 |               |               |  |  |             |             |  |  |       |       |
|  | Calgary Flames      |                     |                     | 2 |               |               |  |  |             |             |  |  |       |       |
|  | Winnipeg Jets       | 4                   |                     |   |               |               |  |  |             |             |  |  |       |       |
|  | Winnipeg Jets       | 4                   |                     |   |               |               |  |  |             |             |  |  |       |       |

### Stanley Cup-finalen
- 17 maj 1987: Edmonton - Philadelphia 4 - 2
- 20 maj 1987: Edmonton - Philadelphia 3 - 2 efter sudden death
- 22 maj 1987: Philadelphia - Edmonton 5 - 3
- 24 maj 1987: Philadelphia - Edmonton 1 - 4
- 26 maj 1987: Edmonton - Philadelphia 3 - 4
- 28 maj 1987: Philadelphia - Edmonton 3 - 2
- 31 maj 1987: Edmonton - Philadelphia 3 - 1